# Piptostigma giganteum
Piptostigma giganteum är en kirimojaväxtart som beskrevs av John Hutchinson och John McEwan Dalziel. Piptostigma giganteum ingår i släktet Piptostigma och familjen kirimojaväxter. IUCN kategoriserar arten globalt som sårbar. Inga underarter finns listade i Catalogue of Life.